# Salto con gli sci ai XXI Giochi olimpici invernali - Trampolino normale
Nel salto con gli sci ai XXI Giochi olimpici invernali la gara dal trampolino normale si disputò nella località di Whistler il 12 e il 13 febbraio 2010 sul trampolino K95 del Whistler Olympic Park Ski Jumps e parteciparono 61 atleti, che effettuarono due salti con valutazione della distanza e dello stile. La prima giornata è stata dedicata alle qualificazioni, mentre la seconda ai salti di finale.
Il campione olimpico uscente, che aveva conquistato l'oro nella precedente edizione di Torino 2006, era il norvegese Lars Bystøl, che non difese il titolo essendosi ritirato dalle competizioni nella stagione 2008.

## Risultati

### Qualificazioni
Il 12 fu effettuata una prova di qualificazione per determinare i 40 finalisti che si aggiunsero ai 10 ammessi di diritto grazie alla classifica della Coppa del Mondo; un salto preliminare di prova si svolse a partire dalle ore 9:00, cui seguì la qualificazione vera e propria alle ore 10:00.
I dieci atleti ammessi di diritto alla finale, dei quali alcuni effettuarono il salto di prova, furono:
| Atleta                | Nazione   | Distanza salto di prova (m) |
| --------------------- | --------- | --------------------------- |
| Janne Ahonen          | Finlandia | 102,0                       |
| Simon Ammann          | Svizzera  | 103,0                       |
| Anders Jacobsen       | Norvegia  | non partecipa               |
| Andreas Kofler        | Austria   | 105,0                       |
| Robert Kranjec        | Slovenia  | 102,0                       |
| Wolfgang Loitzl       | Austria   | 103,5                       |
| Adam Małysz           | Polonia   | 105,0                       |
| Thomas Morgenstern    | Austria   | 105,5                       |
| Bjørn Einar Romøren   | Norvegia  | 97,5                        |
| Gregor Schlierenzauer | Austria   | 107,0                       |

I 41 atleti ammessi alla finale grazie al risultato conseguito nelle qualificazioni furono:
| Posizione | Atleta                   | Nazione       | Distanza (m) | Punteggio distanza | Punteggio stile | Punteggio totale |
| --------- | ------------------------ | ------------- | ------------ | ------------------ | --------------- | ---------------- |
| 1         | Michael Uhrmann          | Germania      | 106,0        | 82,0               | 56,5            | 138,5            |
| 2         | Jakub Janda              | Rep. Ceca     | 105,0        | 80,0               | 55,5            | 135,5            |
| 3         | Michael Neumayer         | Germania      | 105,5        | 81,0               | 54,0            | 135,0            |
| 4         | Antonín Hájek            | Rep. Ceca     | 105,0        | 80,0               | 54,5            | 134,5            |
| 5         | Daiki Itō                | Giappone      | 104,5        | 79,0               | 55,5            | 134,5            |
| 6         | Noriaki Kasai            | Giappone      | 105,5        | 81,0               | 52,5            | 133,5            |
| 7         | Harri Olli               | Finlandia     | 105,0        | 80,0               | 53,5            | 133,5            |
| 8         | Janne Happonen           | Finlandia     | 104,5        | 79,0               | 54,0            | 133,0            |
| 9         | Martin Schmitt           | Germania      | 103,5        | 77,0               | 55,5            | 132,5            |
| 10        | Tom Hilde                | Norvegia      | 103,5        | 77,0               | 55,0            | 132,0            |
| 11        | Kalle Keituri            | Finlandia     | 103,0        | 76,0               | 54,0            | 130,0            |
| 12        | Kamil Stoch              | Polonia       | 103,0        | 76,0               | 51,5            | 127,5            |
| 13        | Peter Prevc              | Slovenia      | 101,5        | 73,0               | 54,0            | 127,0            |
|           | Emmanuel Chedal          | Francia       | 102,0        | 74,0               | 53,0            | 127,0            |
| 15        | Krzysztof Miętus         | Polonia       | 101,5        | 73,0               | 53,5            | 126,5            |
|           | Jernej Damjan            | Slovenia      | 102,5        | 75,0               | 51,5            | 126,5            |
| 17        | Stefan Hula              | Polonia       | 101,5        | 73,0               | 52,5            | 125,5            |
| 18        | Vincent Descombes Sevoie | Francia       | 100,5        | 71,0               | 52,5            | 123,5            |
|           | Roman Koudelka           | Rep. Ceca     | 100,0        | 70,0               | 53,5            | 123,5            |
|           | Pascal Bodmer            | Germania      | 100,5        | 71,0               | 52,5            | 123,5            |
| 21        | Anders Bardal            | Norvegia      | 99,5         | 69,0               | 53,5            | 122,5            |
| 22        | Kim Hyun-Ki              | Corea del Sud | 99,0         | 68,0               | 53,5            | 121,5            |
| 23        | Volodymyr Boščuk         | Ucraina       | 99,0         | 68,0               | 52,5            | 120,5            |
|           | Andreas Küttel           | Svizzera      | 99,0         | 68,0               | 52,5            | 120,5            |
| 25        | David Lazzaroni          | Francia       | 97,5         | 65,0               | 52,5            | 117,5            |
| 26        | Denis Kornilov           | Russia        | 97,5         | 65,0               | 52,0            | 117,0            |
| 27        | Primož Pikl              | Slovenia      | 97,5         | 65,0               | 51,5            | 116,5            |
|           | Pavel Karelin            | Russia        | 97,5         | 65,0               | 51,5            | 116,5            |
| 29        | Aleksej Korolëv          | Kazakistan    | 97,0         | 64,0               | 52,0            | 116,0            |
| 30        | Peter Frenette           | Stati Uniti   | 97,0         | 64,0               | 51,0            | 115,0            |
| 31        | Nikolaj Karpenko         | Kazakistan    | 97,0         | 64,0               | 50,5            | 114,5            |
| 32        | Andrea Morassi           | Italia        | 96,5         | 63,0               | 51,0            | 114,0            |
| 33        | Dmitrij Ipatov           | Russia        | 96,0         | 62,0               | 51,5            | 113,5            |
|           | Taku Takeuchi            | Giappone      | 96,0         | 62,0               | 51,5            | 113,5            |
| 35        | Nicholas Alexander       | Stati Uniti   | 96,0         | 62,0               | 51,0            | 113,0            |
|           | Sebastian Colloredo      | Italia        | 96,0         | 62,0               | 51,0            | 113,0            |
| 37        | Vitalij Šumbarec'        | Ucraina       | 95,5         | 61,0               | 51,0            | 112,0            |
|           | Lukáš Hlava              | Rep. Ceca     | 95,5         | 61,0               | 51,0            | 112,0            |
| 39        | Shōhei Tochimoto         | Giappone      | 95,0         | 60,0               | 51,0            | 111,0            |
| 40        | Anders Johnson           | Stati Uniti   | 93,5         | 57,0               | 51,5            | 108,5            |
|           | Choi Heung-Chul          | Corea del Sud | 93,5         | 57,0               | 51,5            | 108,5            |

### Finale
Gli atleti ha gareggiato per la finale il giorno seguente eseguendo due salti, il secondo dei quali è stato effettuato soltanto dai primi trenta classificati al termine della prima tornata. Il totale realizzato nei due salti è stato utilizzato per stabilire il vincitore. La giornata dei saltatori è iniziata alle 8:30 locali con un salto di prova, mentre le due serie di salti di gara hanno preso il via rispettivamente alle 9:45 e 10:15.
| Posizione | Atleta                | Nazione   | Punteggio primo salto | Punteggio secondo salto | Punteggio totale |
| --------- | --------------------- | --------- | --------------------- | ----------------------- | ---------------- |
| 1         | Simon Ammann          | Svizzera  | 135,5                 | 141,0                   | 276,5            |
| 2         | Adam Małysz           | Polonia   | 132,5                 | 137,0                   | 269,5            |
| 3         | Gregor Schlierenzauer | Austria   | 128,0                 | 140,0                   | 268,0            |
| 4         | Janne Ahonen          | Finlandia | 129,5                 | 133,5                   | 263,0            |
| 5         | Michael Uhrmann       | Germania  | 133,0                 | 129,5                   | 262,5            |
| 6         | Robert Kranjec        | Slovenia  | 129,0                 | 130,5                   | 259,5            |
| 7         | Peter Prevc           | Slovenia  | 124,0                 | 135,0                   | 259,0            |
| 8         | Thomas Morgenstern    | Austria   | 130,0                 | 128,5                   | 258,5            |
| 9         | Anders Jacobsen       | Norvegia  | 123,5                 | 133,5                   | 257,0            |
| 10        | Martin Schmitt        | Germania  | 123,0                 | 133,0                   | 256,0            |